# Corso-dei-Mille-Familie
Der Mafiaclan Corso dei Mille ist eine alteingesessene Cosca der sizilianischen Cosa Nostra in Palermo. Die von Filippo Marchese, dem Nachfolger von Francesco di Noto, aufgrund der vielen von ihr kontrollieren Heroinlabore und der daraus resultierenden Gewinne, erfolgreich geführte Clan galt unter anderem aufgrund der berüchtigten Camera della Morte - Todeskammer auf der Piazza Sant’Erasmo als einer der gewalttätigsten (il più feroce dei clan) und grausamsten in der Geschichte der sizilianischen Mafia. Er gehörte ursprünglich zu den Palermitaner Familien der Achse Bontade-Inzerillo-Badalamenti, wurde aber zu Beginn des zweiten Mafiakrieges abtrünnig und führte den Feldzug der Corleonesi gegen die ehemaligen Verbündeten mit Waffengewalt. Die Cosca verfügte zeitweilig über 65 Angehörige.

## Geschichte
Der Corso dei Mille ist einerseits ein Altstadtviertel, begrenzt von der Via Lincoln, Corso dei Mille und Oreto-Fluss, sowie andererseits weiter im Süden entlang der Straße Corso dei Mille ein Bezirk in Palermo, der sich von der Piazza Scaffa im Viertel Brancaccio über die Acqua dei Corsari bis nach Ciaculli und Croceverde-Giardini erstreckt. Auch soll die Familie Salvatore Greco in diesem Gebiet gewirkt haben. Ende der 1970er Jahre wurde in dieser Gegend eine Reihe großer Heroinraffinerien entdeckt, von denen die meisten für die Haupthandelsroute Palermo – New York verkehrsgünstig in der Nähe der Hauptstraße zum Flughafen gelegen waren. In einer von ihnen, die der damalige Capomafia Pietro Vernengo kontrollierte, beschlagnahmte die Polizei 80 Kilogramm raffiniertes Rauschgift.
In der Via Pecori Girardi, einer Seitenstraße des Corso dei Mille, spürte eine von Giorgio Boris Giuliano geleitete Squadra Mobile (mobiles Polizeikommando) das Versteck von Leoluca Bagarella auf, einem der wichtigsten Verbündeten von Filippo Marquese aus dem Corleone-Clan. Bagarella konnte in letzter Sekunde noch fliehen. Damit in Verbindung wurden in seinem Versteck vier Kilogramm reines Heroin und in einem Koffer am Flughafen Punta Raisi 500.000 Dollar in bar gefunden.
Giuliano wurde in einem Racheakt am Morgen des 21. Juli 1979 in der Bar Lux in der Via Evangelista Di Blasi getötet, als er dort in der Öffentlichkeit einen Espresso trank. Giuseppe Marchese, Neffe von Filippo Marchese, wurde dieser Mord angelastet.
Die regionale Macht der Corso dei Mille-Familie wurde mit Autorität und äußerster Gewalt durchgesetzt, welche durch die exorbitanten Gewinne durch den internationalen Drogenhandel noch eine weitere Qualität bekam. Die Gegend wurde im Zuge des Zweiten Mafiakrieges Schauplatz zahlreicher blutiger Ereignisse, vor allem dadurch, dass die staatliche Präsenz hier quasi nicht vorhanden war. Filippo Marchese führte in großem Umfang Bestechung der Palermitaner Polizeidirektoren im Präsidium in der Via Roma durch, um in seinem Mandamento ungestört herrschen zu können.
Filippo Marchese löste im Sommer 1981 seinen ermordeten Vorgänger Di Noto ab und ging mit den Corleonesi eine geheime Allianz ein, die die Ausrottung der verfeindeten Familien aus der Achse Bontade-Inzerillo-Badalamenti zum Ziel hatte.

### Camera della Morte
Die Camera della Morte - Kammer des Todes, oder auch Covo degli Orrori – Höhle des Schreckens genannt, befand sich in einem verlassenen Haus auf der Piazetta Sant’Erasmo an der Küste, circa einen Kilometer von der Piazza Scaffa entfernt. Sie wurde von Filippo Marchese betrieben und bestand aus drei Räumen in einem Hinterhof, der von einer Gasse verdeckt wurde.
Hier wurden Rivalen oder unliebsame Personen im Verborgenen gequält, gefoltert und umgebracht. Es war die persönliche Folterkammer von Filippo Marchese, wo er und seine Cosca im Auftrag der Corleonesi Menschen beseitigten. Die Leichen wurden nicht gefunden, nur Hautspuren an Seilen, an denen die Opfer festgebunden worden waren. Erst Zeugenaussagen während des Maxi-Prozesses (1986 – 1987) von Vincenzo Sinagra U 'Ndli und Stefano Calzetta gaben lückenhaft Hinweis darauf, was sich in der Camera della Morte abgespielt hatte. Weitere Details über einige dieser Taten wurden nach Aussagen von Giuseppe Marchese im Jahr 1992 enthüllt, der selbst an den Morden beteiligt war.
Am 13. Juli 1982 wurde der Kaufmann Antonio Militello, ein Verwandter von Salvatore Totuccio Contorno, entführt. Der Pentito Sinagra sagte aus, dass die rücksichtslosesten Männer des Corso dei Mille-Clans mit Filippo Marchese persönlich auf den Gebrauchtwagenhändler warteten. Bevor Militello getötet wurde, wurde er gefoltert, und seine Leiche schließlich auf einem der vielen Mafia-Friedhöfe in Palermo entsorgt.
Am 16. Mai 1982 wurden der junge Maurer Rodolfo Buscemi und sein Schwager Matteo Rizzuto von den Soldati Marqueses in die Todeskammer gebracht, um sie im Zusammenhang mit führenden Kaufleute von Villabate zu verhören. In der Kammer lauerte auch der „inoffizielle Capo“ der Greco-Familie von Ciaculli Pino Scarpuzzedda Greco, der zusammen mit Filippo Marchese das Gebiet von Villabate verwaltete. Buscemis wurde angeklagt, ohne Erlaubnis der zuständigen Cosca nach Pizzo verlangt zu haben. Zunächst log der Maurer und behauptete, er wisse nicht, dass es sich um bereits abgesteckte Schutzgebiete handele, gestand dann aber nach der Anwendung der Folter und gab den Namen seines Komplizen, Antonino Migliore, preis. Sowohl er als auch sein Schwager wurden unmittelbar nach dem Geständnis erwürgt. Nachdem die Säure, die ihre Körper auflösen sollte, bereits aufgebraucht war, wurden die beiden Leichen im Kofferraum eines gestohlenen Fiat Ritmo verschlossen, dann auf ein Boot geladen und schließlich an einem über siebzig Meter tiefen Punkt (dem geheimen Cimitero Marino - Meeresfriedhof der Familie Corso dei Mille) auf den Meeresgrund geworfen. Die genaue Zahl der Opfer kann nicht mehr eruiert werden.
Der 26-jährige Antonino Migliore, der in der Nähe der Piazza Scaffa wohnte, wurde ebenfalls entführt, während er in seinem Fiat auf die Öffnung des Bahnübergangs in Brancaccio wartete. Er wurde zu einem Haus in der Nähe der Via Giafar entfernt, verschleppt, dann unter Folter verhört und schließlich erwürgt. Am Ende wurde auch Antonino Migliore auf dem Meeresfriedhof entsorgt. Ein anderer Fall ist der von Carmelo Lo Jacomo. Der Mann wurde von Marcheses Männern auf der Piazza Torrelunga entführt. Es kam zu einer Verfolgungsjagd mit Antonio Peri, einem ehemaligen Carabinieri. Auf der Höhe von Largo Grandi hielt der Mini Minor der Entführer an, einer der Soldati stieg aus und tötete Peri mit drei Pistolenschüssen. Lo Jacomo wurde ebenfalls getötet, seine Leiche in die Todeskammer gebracht und hier in Säure aufgelöst.
Nach einer beispiellosen Mordserie im blutigen Sommer 1982 wurde Filippo Marchese selbst den Corleonesi zu unberechenbar und daher ordnete Salvatore Riina seine Beseitigung an, die von seinem ehemaligen Gefährten und Freund Pino Scarpuzzedda Greco Ende 1982 oder Anfang 1983 ausgeführt wurde, indem er ihn mit der Garrotte strangulierte.

## Bedeutende Angehörige der Corso dei Mille-Familie
- Francesco Di Noto († 9. Juni 1981)
- Filippo Marchese
- Angelo Baiamonte Caporegime von Filippo Marchese.